# 余宜發
余宜發（1978年2月6日—），綽號「發仔」，香港商業電台DJ及節目主持人之一，於90年代末期加入商業電台，自小喜歡各類型音樂，後立志投身廣播界當DJ，現主持多個音樂節目，有《一切從音樂開始》及《發式生活》。除電台工作之外，他更曾爲無綫電視主持多個音樂節目，包括：《型人型樂館》、《華氏212》及《游行音樂》， 2018年更轉投亞洲電視主持音樂節目《激活音樂》，還擔任各大慈善團體、政府及私人機構的司儀工作。曾透露未來日子更會投放更多時間在不同領域上，包括國內發展，希望從生活中享受到個人快樂。余宜發曾經在節目《發式生活》中，透露自己原籍廣東佛山南海西樵，並會回鄉拜祭祖父。

## 個人資料
- 曾讀學校：加拿大多倫多百年理工學院
- 入行經過：參加多倫多美加華語電台DJ訓練班→DJ進修班及經朋友介紹
- 喜愛音樂：任何好聽音樂
- 喜愛電影：What's Love Got To Do With It（英语：What's Love Got to Do with It (film)）

## 現在主持節目
- 《一切從音樂開始》（逢星期二至六凌晨）
- 《發式生活》（逢星期日凌晨）
- 《激活音樂》（逢星期六 亞洲電視）

## 曾參與的節目

### 商業電台
- 《發式早餐》
- 《巴巴閉邊個夠我查篤撐》（暫代節目）
- 《八個禮拜環遊世界》（逢星期六）
- 《十八仝人愛落區》

### 無線電視
- 型人音樂館（無線音樂台）
- Live House（無線音樂台）
- 回鄉（翡翠台，旁白）
- 翡翠音樂幹線節目主持
- 十大勁歌金曲拉票大行動 節目主持
- CASH 流行曲創作大賽 節目主持大會司儀
- 英皇超新星大賽 初賽及總決賽司儀
- 九巴縱橫多面睇 嘉賓
- 十大勁歌金曲總選 主持
- 十大勁歌金曲總選 記者招待會
- 和你玩得起 嘉賓
- 叱咜樂壇流行榜頒獎典禮 節目主持
- TVB 8 金曲榜頒獎典禮主持
- 盧巧音喜歡戀愛音樂特輯
- 和興名曲滿天星 節目主持
- 林子祥演唱會 節目主持
- 加港星輝耀頤康 司儀
- 盧巧音三色糖音樂特輯嘉賓
- 全城抗炎健步行嘉賓
- 公益金疫境同心響全城
- 醫護群英響全城嘉賓
- 音樂好時代
- 無間音樂
- 明愛暖萬心
- 型人型樂館
- 音樂共同體
- 女兒紅音樂會
- 眾星熱唱Concert Blog
- 華氏212
- 肥姐悼念會(前奏)2008
- 飛越大長針慶功宴
- TVB盛勢推出8大收費頻道
- TVB無線音樂台為音樂喝采記者會
- TVB美聯物業更上一層樓記者會
- 安室奈美惠20週年特輯
- TVB周刊精明健康生活嘉年華
- TVB Cover Girls 選舉

### 司儀工作

#### 宣傳活動
- 嘉禾互聯網站啟動儀式
- 成龍作品智能咭記者招待會
- 成龍日 宣傳活動
- 鄧麗君動人金曲夜 新春慈善祝願晚會
- 中國電影百年紀念冊新聞發佈會
- 工展會 工展之星及司儀
- 金光璀璨耀尖東 亮燈儀式
- 除夕倒數嘉年華2001
- 人車誌十大好車頒獎典禮
- YOHO Town盤菜晚宴
- 沙田節日燈飾閉幕儀式
- 纖一次、Fit一世貴族纖形纖形大使發佈會
- 中華電力健康滿載耆樂融融2005
- 九鐵好乘客運動 - 非常任務九鐵附例大追踪
- 第41屆工展會開幕儀式
- 新世紀廣場超級玩具迷
- 世界心臟日
- CASH金帆獎頒獎典禮
- 無國界醫生野外定向開幕禮
- 協力更生紛FUN SHOW
- 渣打馬拉松2004記招
- 雞仔嘜形象店開幕
- 地下鐵紀念票推展儀式
- 地下鐵荃灣線藝術晝廊
- 婦女事務委員會一人一大學
- 美國萬通保險員工大會Party
- OSIM城市健康規劃
- OSIM iSymphonic AV按摩椅影院嘅揭幕禮
- OSIM iSymphonic Massage Chair 藝術家系列揭幕禮
- OSIM U-Zap窈窕魔師電視廣告首播禮
- OSIM iGallop健馬師馬上修身活動
- OSIM uZap「我怕夏日長」嘅調查發佈會
- OSIM iMedic Pro全身按摩椅電視廣告首播儀式
- OSIM三項鐵人賽記者招待會
- OSIM Mother's Day
- 西鐵一路好玩
- 小肥羊酒家開幕典禮
- 機場優質旅遊服務大獎
- 香港教育學院十週年
- 美國冒險樂園好學生頒獎典禮
- 第三屆生命天使作曲填詞比賽記者招待會
- MTR Doraemon Ticket Kick-Off
- 雅視集團2004年週年聯歡晚宴
- 纖一次、Fit一世貴族纖形 2005全新纖形大使發佈會
- 貴族雙星水著迎夏日記者發佈會
- 九鐵安全號列車啓動儀式
- 中華電力健康滿載耆樂融融2005
- 屯門黃金海岸海豚廣場揭幕前奏
- 中國電影百年紀念冊
- Hellobaby 爬行比賽
- MYO幻想曲慈善音樂會記者招待會
- 奧海城亮燈儀式
- 信息共融行動05-06揭幕典禮
- 永明金融 照耀童心路 童心許願
- 青衣城我最超級收集狂
- 紀律部隊晚宴
- 愛護動物協會星級寵愛音樂會記者招待會
- Sony BMG 2006 Play It Loud Presentation
- 淘大商場(估大王)遊戲節目
- 愛護動物協會(星級寵愛音樂會)
- 「生命因您改變」關懷行動典禮
- Ultimate
- 新春風車慈善祝願晚會 鄧麗君動人金曲夜
- 地鐵商場迪士尼公主夢幻之旅
- 第41屆工展會 – 開幕日之工展尋寶大作戰開幕儀式
- 工展會食力王大挑戰
- 第41屆工展會食力王終極賽
- 地鐵商場(愛心名豬樂公益)揭幕禮
- Golden Harvest德福廣場呈獻(門徒)公益金慈善首映夜
- Starbucks Party
- 新世紀廣場超級玩具迷 記者招待會
- 媒氣萬糭同心為公益
- SamSung LCD展覽會
- 愉景新城芝麻街母親節
- 德福廣場革新品牌形象記者發布會
- 瘋女社舞臺劇記者招待會
- 仲夏婚禮Aloha Wedding @ The Bay Bridge
- Metro Town 開幕典禮
- 查篤撑十全十美十週年青衣城
- 領會月滿星輝香江情
- 領會唱聚厚德迎中秋
- 全城漫遊 迪士尼彼思光影動畫聖誕活動
- 御藥堂工展會宣傳活動
- 御葯堂米雪簽約儀式
- 百人甜心朱古力嘉年華
- 成報區區心連心音樂會
- 我們的華星年代舞台劇記者招待會
- 君薈坊 X Looney Tunes
- 香港亞洲電影節開幕
- 余仁生仁澤眾生130週年展覽開幕典禮
- JTC Watches
- 第3屆香港食品嘉年華
- Popcorn 全港首個音樂機器人大賽」誓師大會
- 香港金屬製造業協會第十屆理事會就職典禮暨十八周年晚宴
- Canstruction®「愛心罐香港」頒獎典禮
- 新光戲院重開記者會
- 美麗華香薰聖誕老人歡迎會
- 青年廣場幕後英雄創作精英分享會
- 馬路的事我哋的事之電台節目發佈會
- 日本災後輔導演唱會
- 潮州節
- 鍾仁傑相片展覽會開幕禮
- 林莉寫真記者會

#### 國際機構
- COMPAQ掌握未來新體驗
- 恒生銀行智精明強者之戰
- Microsoft科技無界創新生
- Canon Expo 數碼夢幻王國
- Samsung Anycall 記者招待會
- 美國萬通保險晚宴
- 迪士尼公主夢幻之旅
- 渣打馬拉松
- Sony BMG Play It Loud Presentation
- Ultimate II 產品發佈會
- 和記3香港記者會
- 匯豐生活國度
- 渣打馬拉松打氣音樂會
- SamSung Imagine Live is Life Concert
- 澳洲旅遊局「全世界最筍的工作」記招

#### 電影記者招待會 / 首映禮
- 玻璃樽
- 雷霆戰警
- 半支煙
- 情迷大話王
- 小親親
- 老鼠愛上貓
- 金雞
- 數碼暴龍02大電影
- 救命
- 天作之合
- 《搞鬼甲蟲車》慈善首映禮
- 《加德士開開心支持荒失失奇兵》首映禮
- 荒失失奇兵樂園閱兵典禮
- 野蠻家族
- 天生女人購物狂
- 春田花花幼稚園
- 愛情故事
- 門徒
- 黑社會以和為貴
- 天行者
- 甜心粉絲王
- 一公升眼淚
- 新元朗中心踢躂小企鵝跳躍繽紛聖誕
- 麻婆島
- 內衣少女
- 全城熱戀熱辣辣
- 香港國際影視展《阿嫂》新聞發佈會
- 《金雞2》宣傳片新巴啟播儀式
- 《火拼時速3》首映禮
- 《風中少林》記者招待會
- 恆隆山頂廣場「山頂結良緣」
- 電影《戰鼓》宣傳活動
- 《柴犬奇蹟物語》首映禮
- 電影《絕代雙驕》宣傳
- 電影《愛情故事》宣傳活動
- 《胡士托風暴》首映禮
- 《全城熱戀熱辣辣》發佈會
- I Square UA Avatar Gala Premiere
- 宏利保險2010 MRA AGM Gala Dinner

#### 慈善機構
- 愛心滿東華慈善晚宴
- 仁濟慈善晚宴
- 保良局慈善晚宴
- 保良局慈善步行新春行大運
- 保良局地區安老服務計劃延續篇 - 願望成真迎新歲
- 醫護群英響全城
- 心晴行動記者招待會
- 仁愛堂第25屆董事局就職晚宴
- 保良局120周年開放日
- 東華愛心滿載獅子星
- 樂施會義賣樂施米大行動
- 齊心扶弱在東華之扶弱夢成真迪士尼之旅開展儀式
- 樂施會毅行者記招
- 無國界醫生野外定向開幕禮
- 奧比斯抗冒行動
- 保良局125週年晚會
- 愛心滿載耀保良名車慈善巡遊
- 慧妍魅力西班牙慈善餐舞會2004
- 仁愛堂國際學生慈善餐舞會
- 仁濟愛心色彩大行動
- 奧比斯「世界視覺日：戴眼幫人」行動
- 黃大仙區衛生健康活力城2004啟動儀式
- 奧比斯林子祥燃亮小瞳之光
- 信義會生命天使作曲填詞音樂比賽
- 新生精神康復會
- 保良局保齡球賽記者會
- 保良局耆英新春午宴
- 仁愛堂籌款月暨慈善獎券銷售開展儀式
- 仁愛堂慈善迎月齋宴
- 公益金舉世最大公益箱記招
- 齊心扶弱在東華之扶弱夢成真迪士尼之旅開展儀式
- 保良局安老服務推廣活動「吉星拱照耀耆英」
- 保良局地區安老服務計劃延續篇 - 願望成真迎新歲
- 海皇‧仁濟金粽愛心日
- 愛心滿東華 開心關心同樂日
- Novo Concept 奧比斯慈善活動
- 東華三院綠色生活力量
- Unicef慈善行委任儀式記者招待會
- 仁愛堂宴請新聞處處長馮劉淑儀及傳媒仁愛堂全年大型籌款巡禮
- 聯合國兒童基金會慈善跑2009-2013
- 仁愛堂 名師出高徒開展禮
- 仁愛堂董事局宴請政府新聞處處長黃偉綸太平紳士及傳媒暨全年大型籌款節目巡禮
- 保良局慈善獎券暨「愛心獻保良」屋邨屋苑籌款活動
- 樂善堂 愛、無煙 – 前線企業員工戒煙計劃　開幕禮
- 樂活金秋步行籌款2011
- 仁濟醫院愛心曲奇暖萬家2011
- 世界自然基金會地球一小時2011
- 品茶清宴慈善晚會

#### 政府工作
- 優質旅遊服務 記者招待會
- 香港紀律部隊出發北京晚宴
- 基本法與你息息相關十周年
- 技能提升計劃慈善百萬行
- 婦女事務委員會三八婦女節慶祝酒會
- 僱員再培訓局 - 再培訓課程巡迴展
- 10大再生勇士頒獎典禮
- 防火運動開幕典禮
- 職業訓練局25周年紀念音樂會
- 信息共融行動揭幕典禮
- 正貨之都@香港資識產權講座
- 職業健康嘉年華 暨 保背大行動
- 強制性能源效益標籤
- 綠色香港碳審計啟動禮
- 正貨之都@香港資識產權講座
- 世界心臟日
- 沙田節日燈飾亮燈
- 飲食業同心共創職安健
- 滅罪、禁毒、助更生嘉年華會
- 第六屆碳粉匣再生計劃既開幕典禮
- 房協之友閱讀獎勵計劃頒獎典禮暨東頭二邨嘉年華
- 技能提升計劃慈善百萬行
- 僱員再培訓局 - 再培訓課程巡迴展
- 黃大仙區文化藝術節開幕典禮
- 職業健康全運會黃大仙衛生健康活力城
- 婦女事務委員會年國際婦女節慶祝酒會
- 食物安全日 食得安心新「煮」意開心嘉年華
- 全家之保同樂日
- 職業健康嘉年華 暨 保背大行動
- 全港樂安居 - 樓宇安全嘉年華
- 職業訓練局25周年紀念音樂會
- 和諧西貢嘉年華開幕禮暨文藝演出
- 職業健康推廣活動之足背筋骨健康打氣日
- 預防流感社區健康教育活動開展儀式
- 強制性能源效益標籤
- 綠色香港。碳審計啟動禮
- 環保署卓越計劃頒獎典禮
- 不可一不可再誓師大會
- 第十一屆香港綠色學校獎頒獎典禮
- Awards Presentation Ceremony of 9th Hong Kong Green School Award
- 同行廿五載 心連心擁抱愛 2010世界愛滋病
- 擁抱健康預防肺塵病及間皮瘤同樂日
- 激發低炭力頒獎禮暨比賽
- ICAC優質管理誠信專業啟動禮塈綜合表演
- 愛香港齊齊登記做選民音樂會

#### 歌手宣傳
- 陳寶珠我愛萬人迷記者招待會
- 徐小鳳演唱會記者招待會
- 張紹涵世界巡迴演唱會記者招待會2010
- 林子祥杜麗莎依然最愛30年唱會記者招待會
- 溫拿33好時光演唱會記者招待會
- 葉德嫻星之旅演唱會招待會/慶功宴
- 鄭少秋家傳户曉演唱會慶功/慶功宴
- 呂方演唱會慶功宴
- EEG ALL STARS 香港遊記者招待會
- 關心妍 PEACE NO WAR 首播會
- 關心妍簽名會
- 梁詠琪新碟簽名會
- 飛虎雄師余文樂簽名會
- 甄妮演唱會記者招待會/慶功宴
- 琴晚夜倫永亮紅館Show慶功宴
- 薜凱琪3C數碼第七分店開幕
- 林敏怡林敏驄演唱會記招
- 劉浩龍新碟發佈會
- 陳苑淇媒介鑑聽會
- 鄧穎芝宣傳活動
- 呂珊閃耀07演唱會DVD記者招待會
- 汪明荃演唱會慶功宴
- 莫鎮賢再遇舞台
- 王菀之加盟東亞唱片記者招待會
- 新都城中心梁詠琪才女好友會
- 大埔超級城鄭元暢愛心開心握手擁抱會
- 陳慧嫻演唱會記者招待會
- 劉美君大開色界演唱會記者招待會
- 黃子華舞台劇記者招待會
- 劉德華生日派對
- 古天樂Birthday Party
- 古天樂新春聚會
- 張惠妹演唱會慶功宴
- 陳奕迅H3M簽名會
- 三個好男人演唱會慶功宴
- 君薈坊 x 小肥Festival Traveler遊走節日新碟歌友會
- 情牽女人心演唱會慶功宴
- 伍佰& China Blue 2009 太空彈巡迴演唱會慶功宴
- 莫鎮賢靚聲音樂會
- 張信哲演唱會慶功宴
- 張智霖新歌發佈會
- 張懸簽唱會
- 王傑演唱會慶功宴
- 阿密特演唱會記者招待會
- 孫燕姿世界巡迴演唱會記者招待會
- 周啓生演唱會慶功
- 寶麗金演唱會記者會
- 亮晴工程 許冠文Talk Show
- 朱咪咪大吉利是演唱會2013 慶功
- 朱咪咪大吉利是演唱會2013 記者會
- 甄妮愛Show世界巡迴演唱會2013 完美篇香港站慶功
- 愛Show世界巡迴演唱會2013 完美篇香港站記者會
- 關淑怡Your Favorite Kwan Suk'E in Concert 演唱會 2013
- 關淑怡Your Favorite Kwan Suk'E in Concert 演唱會 2013後台慶功
- 湯寶如20年零一夜狂歡演唱會2012記者會
- 華仔天地母親節活動
- 荷李活廣場x陳寶珠, 蔣文端紅樓夢粵劇謝票會
- 黃凱芹True Colors演唱會記者會
- 劉德華50大壽
- 朱咪咪吾會玩嘢演唱會2011慶功宴
- 曹震豪新碟發佈會
- 韓庚Fans Meeting記者會
- 韓庚Fans Meeting
- 劉德華演唱會慶功宴
- 許永生、金奎鐘香港Fans meeting
- 劉德華演唱會完Show記者會
- 薛嘯秋新碟演奏會
- 蔡琴海上良宵巡迴演唱會記者會
- Megabox 4D巨蛋花園 x 陳慧琳微光國語大碟簽唱會
- 金曲娛樂真經典演唱會記招
- 劉德華歌迷聚會
- I Am Chilam Music Show

### 電視劇
- 《神鎗狙擊》飾 葉以博（周海媚男朋友）Albert Yip

### 電影
- 《六樓后座》飾 六樓后座朋友
- 《有人說愛我》 飾 吳奇隆及杜文澤同事

### 舞台劇
- 勁金歌曲 (三角關係劇團)

### 散文
- 男歡女愛三部曲 和 梁佩瑚 合作
- 納米生活

## 歌曲
- 一起感動過（2003年，與關心妍合唱，並負責填詞）
- 空氣早餐（2002年，與張燊悅合唱，並負責填詞，《發式早餐》主題曲）
- 事在必行（2003年，與許志安，劉偉恆合唱，並負責填詞）
- 香港心（2003年，群星合唱）
- 香港再起飛（2003年，群星合唱）
- 如能…無奈（2005年，主唱：戴辛尉，獨白：余宜發）
- 承諾（2008年，四川地震歌曲）

## 外部連結
- 881903.com 節目主持簡介 （页面存档备份，存于）
- 881903.com 個人網誌 （页面存档备份，存于）
- 余宜發的Facebook專頁
- 余宜發的Facebook專頁
- 余宜發的新浪微博
- 余宜發的Instagram帳戶